# Lorenzo Tehau
Lorenzo Tehau (10 de abril de 1989) es un futbolista francopolinesio que juega como mediocampista en el AS Tefana de la Primera División de Tahití.

## Carrera
Desde 2009 juega en el AS Tefana.

### Clubes
| Club      | País               | Año             |
| --------- | ------------------ | --------------- |
| AS Tefana | Polinesia Francesa | 2009 - Presente |

### Selección nacional
Fue parte del plantel de Tahití que se proclamó campeón de la Copa de las Naciones de la OFC 2012, en donde convirtió cinco goles. A su vez, obtuvo la medalla de bronce en los Juegos del Pacífico 2011 y disputó dos encuentros de la Copa FIFA Confederaciones 2013.